# خوش‌پرندگان
خوش‌پرندگان (به لاتین: Euornithes) (به معنی "پرندگان راستین") یک گروه طبیعی است که شامل جدیدترین جد مشترک همه پرنده‌بالان است که به پرندگان مدرن نزدیک‌تر از Sinornis هستند.